# ستاره هوبزی
ستاره هوبزی (به چکی: Staré Hobzí) یک منطقهٔ مسکونی در جمهوری چک است که در ناحیه ییندریخوف هرادتس واقع شده‌است. ستاره هوبزی ۲۴٫۶۹ کیلومتر مربع مساحت و ۵۸۷ نفر جمعیت دارد و ۵۱۴ متر بالاتر از سطح دریا واقع شده‌است.